# Sylvie Testud
Sylvie Testud (Lione, 17 gennaio 1971) è un'attrice e scrittrice francese.

## Biografia
Dopo aver esordito in ruoli secondari nei primi anni novanta, nel 1996 ottiene il primo ruolo importante da protagonista nel film tedesco Al di là del silenzio (Jenseits der Stille), diretto da Caroline Link, candidato all'Oscar al miglior film straniero, per il quale viene premiata come miglior attrice al maggior premio cinematografico tedesco, il Deutscher Filmpreis.
Il primo ruolo importante nel cinema francese è invece nel film Karnaval (1999), un'interpretazione che le vale il Prix Michel-Simon e la candidatura ai Premi César 2000 come miglior promessa femminile. Con il successivo La captive (2000), diretto da Chantal Akerman e tratto dal romanzo La prigioniera di Marcel Proust, ottiene una candidatura come miglior attrice agli European Film Awards 2000. Nel 2001, alla seconda candidatura, vince il César come miglior promessa femminile per la sua interpretazione in Les Blessures assassines, tratto da un caso di cronaca nera degli anni trenta.
A soli trentadue anni, nel 2003, pubblica un'autobiografia, Il n'y a pas beaucoup d'étoiles ce soir, con cui dà inizio anche ad una carriera letteraria. Quello stesso anno è protagonista del film Stupore e tremori, diretto da Alain Corneau e tratto dall'omonimo romanzo autobiografico della scrittrice belga Amélie Nothomb, che segna la sua grande affermazione con la vittoria di tutti i maggiori riconoscimenti francesi per un'attrice cinematografica (Premio César, Premio Lumière, Étoile d'Or).
Nel successo internazionale La Vie en rose (La Môme) (2007), interpreta un ruolo secondario a fianco di Marion Cotillard, mentre l'anno successivo è protagonista di un altro film biografico su una grande personalità femminile francese del Novecento, la scrittrice Françoise Sagan, nel film Sagan. Nel 2009 è tra gli interpreti del primo adattamento cinematografico di un suo romanzo, Gamines, diretto da Éléonore Faucher, e ottiene nuovamente un grande successo personale per il ruolo da protagonista in Lourdes, con cui conquista l'European Film Award per la miglior attrice a dieci anni di distanza dalla prima candidatura.

## Filmografia

### Cinema
- Couples et amants, regia di John Lvoff (1993)
- L'histoire du garçon qui voulait qu'on l'embrasse, regia di Philippe Harel (1994)
- Maries Lied: Ich war, ich weiß nicht wo, regia di Niko von Glasow (1994)
- Le plus bel âge..., regia di Didier Haudepin (1995)
- Love, etc., regia di Marion Vernoux (1996)
- Al di là del silenzio (Jenseits der Stille), regia di Caroline Link (1996)
- Flammen im Paradies, regia di Markus Imhoof (1997)
- Sentimental Education, regia di C. S. Leigh (1998)
- In Heaven, regia di Michael Bindlechner (1998)
- Le disavventure di Margaret (The Misadventures of Margaret), regia di Brian Skeet (1998)
- Karnaval, regia di Thomas Vincent (1999)
- Pünktchen und Anton, regia di Caroline Link (1999)
- La captive, regia di Chantal Akerman (2000)
- Sade, regia di Benoît Jacquot (2000)
- Les Blessures assassines, regia di Jean-Pierre Denis (2000)
- La chambre obscure, regia di Marie-Christine Questerbert (2000)
- Julies Geist, regia di Bettina Wilhelm (2001)
- Il maggiordomo del castello (The Château), regia di Jesse Peretz (2001)
- Ritorno a casa (Je rentre à la maison), regia di Manoel de Oliveira (2001)
- Der gläserne Blick, regia di Markus Heltschl (2002)
- Jedermanns Fest, regia di Fritz Lehner (2002)
- Un moment de bonheur, regia di Antoine Santana (2002)
- Les femmes... ou les enfants d'abord..., regia di Manuel Poirier (2002)
- Tangos volés, regia di Eduardo de Gregorio (2002)
- Aime ton père, regia di Jacob Berger (2002)
- La vita che mi uccide (Vivre me tue), regia di Jean-Pierre Sinapi (2002)
- Stupore e tremori (Stupeur et Tremblements), regia di Alain Corneau (2003)
- Filles uniques, regia di Pierre Jolivet (2003)
- Dédales, regia di René Manzor (2003)
- Demain on déménage, regia di Chantal Akerman (2004)
- Tout pour l'oseille, regia di Bertrand Van Effenterre (2004)
- Cause toujours!, regia di Jeanne Labrune (2004)
- Victoire, regia di Stéphanie Murat (2004)
- Les mots bleus, regia di Alain Corneau (2005)
- La vie est à nous!, regia di Gérard Krawczyk (2005)
- L'héritage, regia di Géla Babluani e Temur Babluani (2006)
- La Vie en rose (La Môme), regia di Olivier Dahan (2007)
- La France, regia di Serge Bozon (2007)
- Mange, ceci est mon corps, regia di Michelange Quay (2007)
- Ce que mes yeux ont vu, regia di Laurent de Bartillat (2007)
- Sagan, regia di Diane Kurys (2008)
- L'idiot, regia di Pierre Léon (2008)
- Le bonheur de Pierre, regia di Robert Ménard (2009)
- Vendicami (Fuk sau), regia di Johnnie To (2009)
- Gamines, regia di Éléonore Faucher (2009)
- Je ne dis pas non, regia di Iliana Lolitch (2009)
- Lourdes, regia di Jessica Hausner (2009)
- Lucky Luke, regia di James Huth (2009)
- Vento di primavera (La rafle.), regia di Rose Bosch (2010)
- Mumu, regia di Joël Séria (2010)
- Une chanson pour ma mère, regia di Joël Franka (2013)
- Two Women (Две женщины), regia di Vera Glagoleva (2014)
- 11 donne a Parigi (Sous les jupes des filles), regia di Audrey Dana (2014)
- Final Portrait - L'arte di essere amici (Final Portrait), regia di Stanley Tucci (2017)
- Suspiria, regia di Luca Guadagnino (2018)
- Fan Club, regia di Vincent Ravalec (2018)
- Insumisa, regia di Laura Cazador e Fernando Pérez (2019)
- Convoi exceptionnel, regia di Bertrand Blier (2019)
- Toute ressemblance, regia di Michel Denisot (2019)
- Rendez-vous chez les Malawas, regia di James Huth (2019)
- Flashback, regia di Caroline Vigneaux (2021)
- Simone, le voyage du siècle, regia di Olivier Dahan (2021)
- Champagne!, regia di Nicolas Vanier (2022)

### Televisione
- Le nid tombé de l'oiseau, regia di Alain Schwartzstein (1995)
- Lettre ouverte à Lili, regia di Jean-Luc Trotignon (1995)
- Les Mains de Roxana, regia di Philippe Setbon (2013)
- Maximilian - Il gioco del potere e dell'amore (Maximilian – Das Spiel von Macht und Liebe), miniserie TV (2017)
- Deux gouttes d'eau, regia di Nicolas Cuche (2018)
- Quand sort la recluse, regia di Josée Dayan (2018)
- Peur sur le lac, serie TV (2020)
- I Love You coiffure, regia di Muriel Robin (2020)
- Fugueuse, serie TV (2021)

## Teatro
- Six fois deux di Georges Lavaudant, regia di Georges Lavaudant. TNP Villeurbanne, CNSAD, TNB Rennes (1995)
- La Cour des comédiens di Antoine Vitez, regia di Georges Lavaudant. Festival d'Avignon (1996)
- Stella di Goethe, regia di Bruno Bayen, Théâtre national di Strasburgo (2001)
- La Pitié dangereuse di Stefan Zweig, regia di Philippe Faure. Théâtre Vidy-Lausanne (2005)
- La Pitié dangereuse di Stefan Zweig, regia di Philippe Faure. Théâtre national de Nice, Théâtre de la Croix-Rousse, MC2, Théâtre de l'Union (2006)
- La Pitié dangereuse di Stefan Zweig, regia di Philippe Faure. Théâtre national de Bordeaux en Aquitaine (2007)
- Biographie sans Antoinette di Max Frisch, regia di Hans-Peter Cloos. Théâtre de la Madeleine di Parigi (2007)
- Casimir et Caroline di Ödön von Horváth, regia di Emmanuel Demarcy-Mota. Théâtre de la Ville di Parigi (2009)
- Sentiments provisoires di Gérald Aubert, regia di Bernard Murat. Théâtre Édouard VII di Parigi (2009)

## Opere letterarie
- Il n'y a pas beaucoup d'étoiles ce soir (2003)
- Senza santi in paradiso (Le ciel t'aidera) (2005) - edizione italiana: Salani, 2007. ISBN 9788884516718
- Gamines (2006)

## Riconoscimenti
- Premio César
  - 2000 – Candidatura alla miglior promessa femminile per Karnaval
  - 2001 – Miglior promessa femminile per Les Blessures assassines
  - 2004 – Miglior attrice per Stupore e tremori
  - 2008 – Candidatura alla miglior attrice non protagonista per La Vie en rose
  - 2009 – Candidatura alla miglior attrice per Sagan

- European Film Awards
  - vincitrice:
    - 2010: miglior attrice – Lourdes

  - candidata:
    - 2000: miglior attrice – La captive

- Premi Lumière 2004: miglior attrice – Stupore e tremori
- Deutscher Filmpreis 1997: miglior attrice – Al di là del silenzio (Jenseits der Stille)
- Karlovy Vary International Film Festival 2003: miglior attrice – Stupore e tremori

## Doppiatrici italiane
Nelle versioni in italiano dei suoi lavori, Sylvie Testud è stata doppiata da:
- Laura Lenghi in Lourdes, 11 donne a Parigi
- Stella Musy ne Le disavventure di Margaret
- Natacha Daunizeau ne Il maggiordomo del castello
- Laura Latini ne La Vie en rose
- Barbara De Bortoli in Vendicami
- Claudia Pittelli in Lucky Luke
- Claudia Razzi in Vento di primavera
- Chiara Gioncardi in Final Portrait - L'arte di essere amici